# Rhön-Segelflugwettbewerb

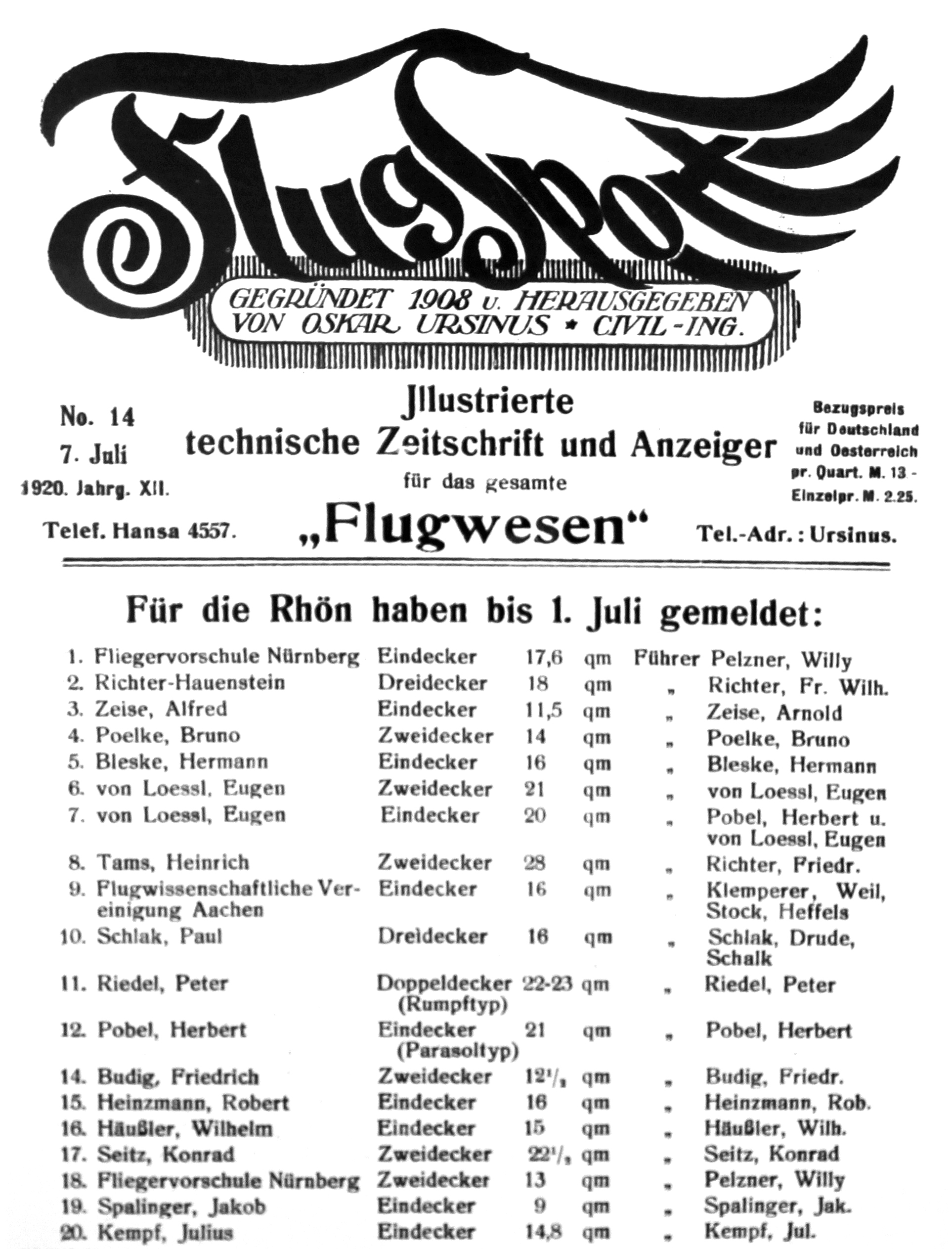
Meldeliste für die Rhön 1920 in der Flugsport

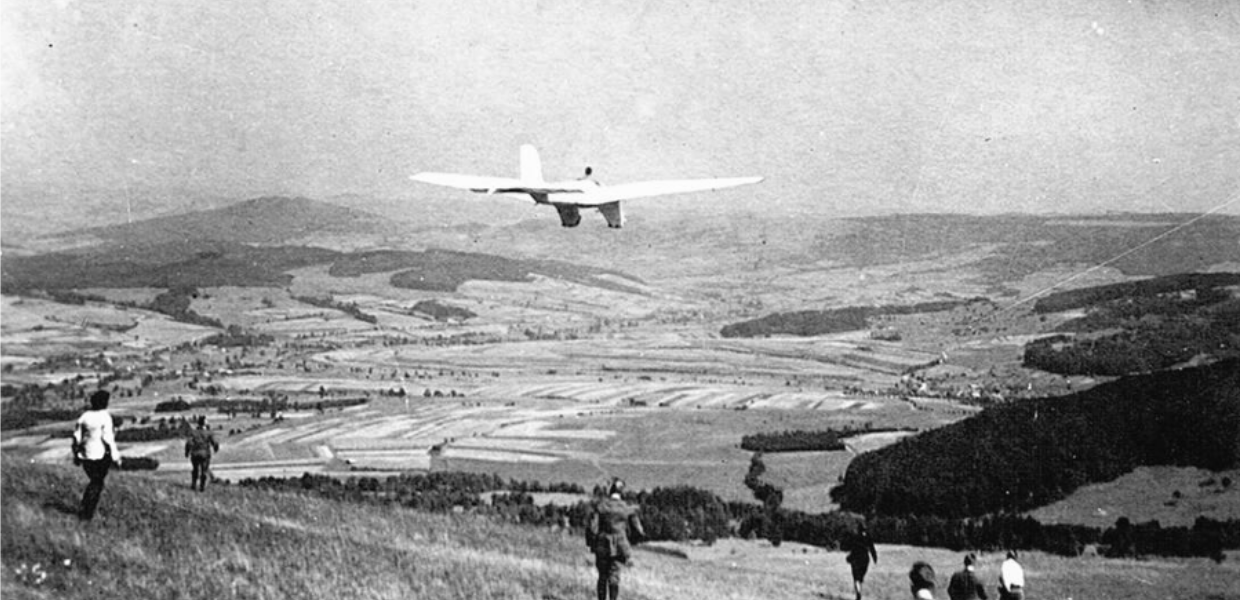
Die FVA-2 „Blaue Maus“ beim Rhön-Segelflugwettbewerb 1921

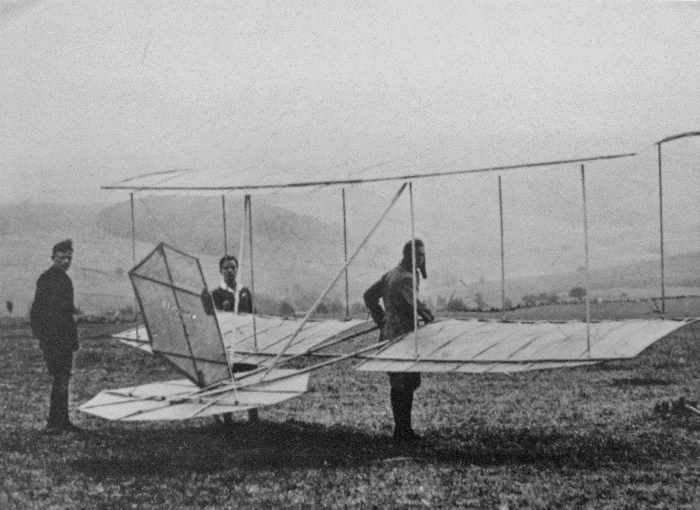
Willy Pelzner 1920 mit seinem Zweidecker-Gleiter

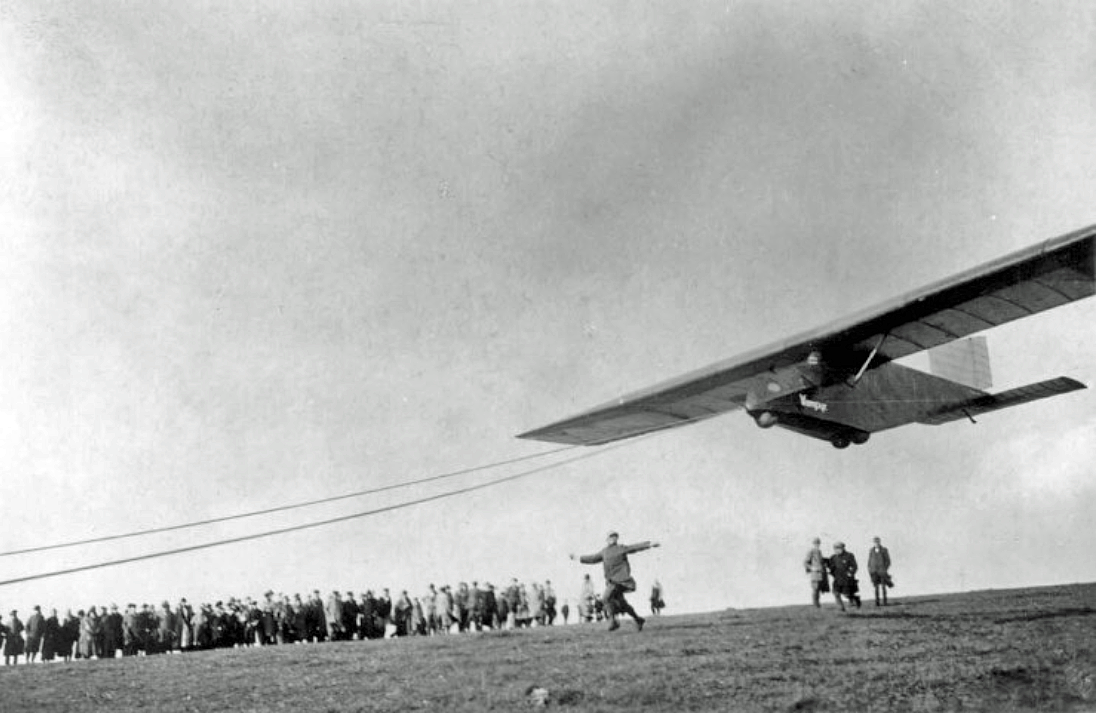
Ein Start der Vampyr beim Rhönwettbewerb 1922

Der Rhön-Segelflugwettbewerb war von 1920 bis 1939 eine jährliche Luftsportveranstaltung auf der Wasserkuppe in der Rhön. Im Rahmen dieser Veranstaltungsreihe wurde von den teilnehmenden Flugzeugkonstrukteuren, -bauern und -piloten der Gleitflug zum modernen Segelflug weiterentwickelt.

## Ausschreibung und Durchführung
Der initiative Aufruf zum ersten Wettbewerb vom 15. Juli bis 31. August 1920 erfolgte am 24. März 1920 in der Ausgabe No. 6/7 der Zeitschrift Flugsport durch den Flugtechnischen Verein Dresden, der 1920 den Verband Deutscher Modell- und Gleitflugvereine leitete. Als Veranstaltungsziele wurden die „einwandfreie, fachmännische und vergleichsfähige Wertung von Gleitflugleistungen“, die „rationelle Ausübung des Gleitflugsportes und Gleitflugstudiums“ und „die Lösung des Segelflugproblems“ benannt. Die organisatorische „Oberleitung des Rhön-Segelfluges“ hatte bei den ersten Veranstaltungen Oskar Ursinus inne.
Unterstützt wurde die Initiative vom Reichsamt für Luft- und Kraftfahrwesen, das auch eine Basisfinanzierung von 10.000 Mark zur Verfügung stellte. Weitere Spenden von Firmen, Vereinen und Privatpersonen (z. B. Karl Kotzenberg) deckten die Kosten für die Organisation und die ausgeschriebenen Preise.
Ausgeschrieben waren 1920 Preise für die größte erreichte Flugstrecke und die längste Flugdauer. Die Heranziehung des Gleitwinkels bzw. der kleinsten Sinkgeschwindigkeit sollte „als Wertmesser angestrebt werden“. Ein geeignetes Bewertungsmaß beim Segelflug, die erreichte Flughöhe über dem Abflugsort, war 1920 nicht einwandfrei messbar. Daher diente als Maß die Zeitdauer des Seglers sich ohne Höhenverlust in der Luft zu halten.
In den Folgeveranstaltungen wurden die ausgeschriebenen Preise weiter differenziert. Sie umfassten z. B. „die größte Flugdauer“ auf einem Flug, die größte Gesamtflugdauer bei verschiedenen Flügen, die „kleinste mittlere Fallgeschwindigkeit“, die größte Flugstrecke und Preise zur Verfügung des Preisgerichts. Einen besonderen Anreiz bot 1922 die Luftfahrtindustrie mit einem hohen Preisgeld von 100.000 Mark für einen 40-minütigen Segelflug mit Rückkehr zum Startplatz und anschließendem 5 km Streckenflug in gerader Richtung.
Im August 1924 wurde auf Initiative von Oskar Ursinus und Karl Kotzenberg der Flugverein Rhön-Rossitten-Gesellschaft gegründet, der sich als Bindeglied zwischen Flugsport und flugwissenschaftlicher Forschung und Entwicklung verstand und unter anderem von 1925 bis 1933 die Rhönwettbewerbe veranstaltete. Ab 1934 übernahm der Deutsche Luftsport-Verband den Wettbewerb und ab 1938 das Nationalsozialistische Fliegerkorps.
Nach dem 20. Rhön-Wettbewerb 1939 kam es wegen des Zweiten Weltkriegs zum Ende der Rhön-Wettbewerbe. Nach dem Krieg war der Segelflug zwar wieder ab 1951 erlaubt, aber das Gelände in der Rhön war wegen der Nähe zur innerdeutschen Grenze für den Segelflug nicht mehr optimal geeignet. Hinzu kam der technische Fortschritt beim Start, der mit Winde oder Schleppflugzeug überall möglich war. Die Deutschen Segelflugmeisterschaften als Nachfolgetreffen der Rhön-Wettbewerbe waren nicht mehr ortsgebunden.

## Erzielte Flugleistungen bei den Rhön-Wettbewerben
| Jahr | Beschreibung                                                                   | Leistung          | Flugzeug           | Entwurf           | Pilot            | Eigentümer                     | Anmerkungen                    |
| ---- | ------------------------------------------------------------------------------ | ----------------- | ------------------ | ----------------- | ---------------- | ------------------------------ | ------------------------------ |
| 1920 | größte erreichte Flugstrecke                                                   | 1,83 km           | FVA-1              | Kármán, Klemperer | Klemperer        | FVA                            | Einführung des Gummiseilstarts |
| 1920 | längste Flugdauer                                                              | 0:02:22 h         | FVA-1              | Kármán, Klemperer | Klemperer        | FVA                            |                                |
| 1920 | größte erreichte Flugstrecke (Gleiter gewichtskraftgesteuert)                  | 500 m             | Pelzner Zweidecker | Pelzner           | Pelzner          | Fliegervorschule Nürnberg      |                                |
| 1921 | größte Gesamtflugdauer                                                         |                   | Pelzner Zweidecker | Pelzner           | Pelzner          | Pelzner                        |                                |
| 1921 | längste Flugdauer (am 30. August 1921, nach Ende des Wettbewerbs)              | 0:13:03 h         | FVA-2              | Klemperer         | Klemperer        | FVA                            |                                |
| 1921 | größte erreichte Flugstrecke (am 30. August 1921, nach Ende des Wettbewerbs)   | 5,0 km            | FVA-2              | Klemperer         | Klemperer        | FVA                            |                                |
| 1921 | längste Flugdauer (am 5. September 1921, nach Ende des Wettbewerbs)            | 0:15:40 h         | Vampyr             | Madelung          | Martens          | Akaflieg Hannover              | Segelflug Dauer-Weltrekord     |
| 1921 | größte erreichte Flugstrecke (am 5. September 1921, nach Ende des Wettbewerbs) | 7,5 km            | Vampyr             | Madelung          | Martens          | Akaflieg Hannover              | Segelflug Strecken-Weltrekord  |
| 1922 | Industriepreis (Segelflug am Startplatz mit anschließendem Streckenflug)       | 9,0 km, 1:06:00 h | Vampyr             | Madelung          | Martens          | Akaflieg Hannover              |                                |
| 1922 | Dauerflug                                                                      | 3:06:00 h         | Vampyr             | Madelung          | Hentzen          | Akaflieg Hannover              |                                |
| 1922 | Höhenflug                                                                      | 350 m             | Vampyr             | Madelung          | Hentzen          | Akaflieg Hannover              |                                |
| 1923 | Höhenflug                                                                      | 310 m             | S 14               | Messerschmitt     | Hackmack         |                                |                                |
| 1924 | Streckenflug                                                                   | 12 km             | D-9 Konsul         | Botsch, Spies     | Fuchs            | Akaflieg Darmstadt             |                                |
| 1925 | Fernsegelflugpreis                                                             | 21,0 km           | D-9 Konsul         | Botsch, Spies     | Nehring          | Akaflieg Darmstadt             |                                |
| 1926 | Fernsegelflugpreis                                                             | 55,2 km           | Kegel Eigenbau     | Kegel             | Kegel            | Kegel                          | Gewitterflug                   |
| 1927 | Fernsegelflugpreis                                                             | 51,8 km           | D-17 Darmstadt     | Völker            | Nehring          | Akaflieg Darmstadt             |                                |
| 1928 | Dauerflug                                                                      | 7:54:00 h         | Rhöngeist          | Lippisch          | Kronfeld         |                                |                                |
| 1928 | Fernsegelflugpreis                                                             | 71,2 km           | D-17 Darmstadt     | Völker            | Nehring          | Akaflieg Darmstadt             |                                |
| 1928 | Höhenrekordprämie                                                              | 775 m             | Albert             |                   | E. Dittmar       |                                |                                |
| 1929 | Fernsegelflugpreis                                                             | 150 km            | Wien               | Lippisch          | Kronfeld         |                                |                                |
| 1929 | Fernzielflugpreis                                                              | 10,1 km           | Lore               | Laubenthal        | Hirth            | Hirth                          |                                |
| 1930 | Fernsegelflugpreis                                                             | 161 km            | Wien               | Lippisch          | Kronfeld         |                                |                                |
| 1930 | Fernzielflugpreis                                                              | 14,5 km           | Wien               | Lippisch          | Kronfeld         |                                |                                |
| 1931 | 1. Fernsegelflugpreis                                                          | 220 km            | Fafnir             | Lippisch          | Groenhoff        |                                |                                |
| 1931 | 2. Fernsegelflugpreis                                                          | 192 km            | Musterle           | Laubenthal        | Hirth            |                                |                                |
| 1932 | Fernsegelflugpreis                                                             | 155 km            | Musterle           | Laubenthal        | Hirth            |                                |                                |
| 1932 | Höhenforschungspreis                                                           | 2185 m            | Pommernland        | Testaflieg e. V.  | Mayer            | Testaflieg e. V.               |                                |
| 1933 | 1. Fernsegelflugpreis                                                          | 176 km            | Moazagotl          | Hirth             | Hirth            | Segelflugschule Hornberg       |                                |
| 1933 | 2. Fernsegelflugpreis                                                          | 164 km            | Fafnir             | Lippisch          | Riedel           |                                |                                |
| 1933 | Fernzielflug                                                                   |                   | Condor             | H. Dittmar        | Dittmar          | Dittmar                        |                                |
| 1934 | Fernsegelflugpreis                                                             | über 300 km       | Sao Paulo          | Dittmar           | Dittmar          |                                |                                |
| 1934 | Fernsegelflugpreis                                                             | über 300 km       | Moazagotl          | Hirth             | Hirth            | Segelflugschule Hornberg       |                                |
| 1935 | Größte Punktzahl, weitester Flug                                               | 502 km            | Rhönadler          | Jacobs            | Oeltzschner      | Luftsport-Landesgruppe Dresden |                                |
| 1936 | Größte Punktzahl, weitester Flug                                               | 252 km            | Atalante           | Scheibe           | Schmidt          | Schmidt                        |                                |
| 1937 | Größte Punktzahl                                                               | 5954,5 Pkt.       | Mü 10              | Scheibe           | Karch/Zimmermann | DVL                            |                                |
| 1938 | Größte Punktzahl                                                               | 3855,9 Pkt.       | Reiher I           | Jacobs            | Späte            | DFS                            |                                |
| 1939 | Größte Punktzahl                                                               | 2550 Pkt.         | Reiher III         | Jacobs            | Kraft            | DFS                            |                                |

## Unfälle
- 9. August 1920: An Eugen v. Loessls Maschine bricht im Flug die linke Höhensteuerfläche. Eugen v. Loessl verliert die Gewalt über sein Flugzeug und kommt beim Absturz ums Leben.[25]
- 14. August 1921: An Willy Leuschs Nurflügler „Weltensegler“ geraten im Kurvenflug die Außenflügel ins Flattern. Die Maschine stürzt in einer Spirale zu Boden und Willy Leusch kommt ums Leben.
- 30. August 1923: An Max Standfuß Erfurter Eindecker bricht durch eine „scharfe Böe“ der Flügel, die Maschine stürzt „aus ungefähr 30 m Höhe“ ab. Max Standfuß wird verletzt geborgen und erliegt seinen Verletzungen im Krankenhaus.[26]
- 23. Juli 1932: Günther Groenhoff stürzt während des 13. Rhönwettbewerbes unterhalb des Pferdskopfs mit dem Fafnir ab und kommt ums Leben.
- 1. August 1935: Rudolf Oeltzschner verunglückt mit seinem Condor im Schlepp einer Motormaschine tödlich. Er ist auf dem Rückflug von seinem Langstrecken-Weltrekord über 504 km, den er am 31. Juli 1935 während des 16. Rhönwettbewerbs aufstellte.